# 코드 페이지 950
코드 페이지 950은 데 팍토 표준 Big5의 마이크로소프트 구현체이다. 이 코드 페이지는 IANA에 등록되어 있지 않으므로 인터넷을 통한 정보 통신에 대한 표준이 아니다. 코드 페이지 950과 Big5 간의 주된 차이는 일부 ETEN 문자(F9D6-F9FE, 즉 碁, 銹, 裏, 墻, 恒, 粧, 嫺)와 34개의 괘선문자가 포함되어 있는가이다. 2000년에는 0xA3E1에서 유로 기호(€)의 추가와 함께 업데이트되었다. 이 업데이트는 IBM에서는 코드 페이지 1370으로 부르지만(IBM은 코드 페이지 950을 변경하지 않았음) 마이크로소프트 윈도우는 이를 코드 페이지 950 업데이트로 부른다.

## 사용자 영역 사용
| Big5 범위   | 유니코드 범위 | 공식                                                   |
| ----------- | ------------- | ------------------------------------------------------ |
| 81 40–8D FE | U+EEB8–U+F6B0 | 0xeeb8 + (157 * (H-0x81)) + (L<0x80)?(L-0x40):(L-0x62) |
| 8E 40–A0 FE | U+E311–U+EEB7 | 0xe311 + (157 * (H-0x8e)) + (L<0x80)?(L-0x40):(L-0x62) |
| C6 A1–C8 FE | U+F6B1–U+F848 | 0xf672 + (157 * (H-0xc6)) + (L<0x80)?(L-0x40):(L-0x62) |
| FA 40–FE FE | U+E000–U+E310 | 0xe000 + (157 * (H-0xfa)) + (L<0x80)?(L-0x40):(L-0x62) |

이 매핑은 글씨가 유니코드에서 정해둔 판에서 발견하지 못할 경우 HKSCS에서도 사용된다.

## 같이 보기
- LMBCS-18